# Microtatorchis triloba
Microtatorchis triloba är en orkidéart som beskrevs av Johannes Jacobus Smith. Microtatorchis triloba ingår i släktet Microtatorchis och familjen orkidéer. Inga underarter finns listade i Catalogue of Life.